# Mecoya
Mecoya  ist eine Ortschaft im Departamento Tarija im südamerikanischen Anden-Staat Bolivien.

## Lage im Nahraum
Mecoya ist zentraler Ort des Kanton Mecoya im Municipio Padcaya in der Provinz Aniceto Arce. Die Ortschaft liegt auf einer Höhe von 2345 m am Ufer des Río Macoya, der sich mit dem Río Macoyita vereinigt und in südöstlicher Richtung zum Río Bermejo hin fließt.

## Geographie
Mecoya liegt günstig zwischen den verschiedenen Klimazonen des Landes am Rande der östlichen Anden-Gebirgskette am Übergang zum bolivianischen Tiefland, so dass meist mildes und angenehmes Wetter herrscht. In den Sommermonaten kommt es häufig zu wolkenbruchartigen Gewittern, der Rest des Jahres ist ausgesprochen niederschlagsarm.
Die mittlere Durchschnittstemperatur der Region liegt bei 19 °C (siehe Klimadiagramm Tarija), die monatlichen  Durchschnittstemperaturen schwanken zwischen 14 °C im Juni und Juli und 22 °C im Dezember bis März. Der Jahresniederschlag beträgt etwa 550 mm, bei einer ausgeprägten Trockenzeit von April bis Oktober mit Monatsniederschlägen zwischen 0 und 30 mm,  und einer Feuchtezeit von Dezember bis Februar mit Monatsniederschlägen von etwa 120 mm.

## Verkehrsnetz
Mecoya liegt in einer Entfernung von 107 Straßenkilometern südlich von Tarija, der Hauptstadt des Departamentos.
Von Tarija aus führt die asphaltierte Nationalstraße Ruta 1 nach Südosten in Richtung Padcaya und Bermejo. Nach siebzehn Kilometern zweigt von der Hauptstraße die Ruta 45 nach Westen ab, die nach fünf Kilometern den Río Nuevo Guadalquivir überquert und nach weiteren drei Kilometern die Ortschaft Valle de Concepción (früher: Uriondo) erreicht. Die Ruta 45 führt weiter durch die Ortschaften Chocloca, Juntas, Chaguaya, San Miguel und Cañas, die letzten vierzig Kilometer zwischen Cañas und Mecoya sind kaum besiedelt und im Gegensatz zum Rest der Strecke noch nicht asphaltiert.

## Bevölkerung
Die  Einwohnerzahl der Ortschaft ist in den letzten beiden Jahrzehnten etwas angestiegen:
| Jahr | Einwohner | Quelle       |
| ---- | --------- | ------------ |
| 1992 | 238       | Volkszählung |
| 2001 | 222       | Volkszählung |
| 2012 | 297       | Volkszählung |
| 2024 |           | Volkszählung |